# Bodega de la viña San Carlos
La bodega de vinos de la Viña San Carlos fue una antigua construcción ubicada en la comuna chilena de Puente Alto, data su origen en 1895, propiedad del ingeniero y político José Luis Coo y su cónyuge, Elena Tocornal Bustamante. Fue declarada Monumento Histórico Nacional el 20 de septiembre de 1995, durante el gobierno del presidente Eduardo Frei Ruiz-Tagle.

## Historia

### Construcción y apogeo

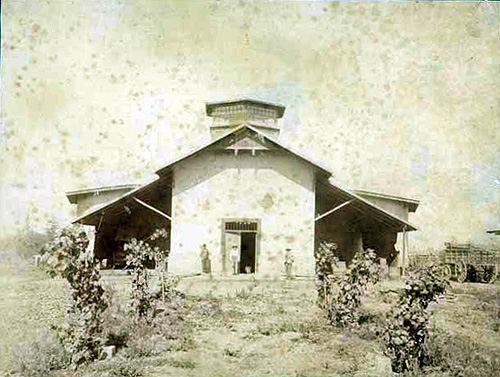
Bodega de vinos de Viña San Carlos, año 1900.

El origen de la bodega de vinos San Carlos, se remonta al año 1895, ubicada en la localidad de Puente Alto, la cual había sido constituida administrativamente entre los años 1891-1892, con la ayuda de un diverso comité, del cual fue parte José Luis Coo.
Este empresario vitivinícola e ingeniero, compró el fundo "San Carlos" con el objetivo de plantar viñedos, producir y comercializar vinos de exportación. Luego, subdividió el terreno en diferentes lotes, donde fueron construidas la casa patronal de los Coo, viñedos, parques y la bodega de vinos. Esta fue construida sobre una planta circular de 70 metros de diámetro en 3 plantas, y en su interior presenta un par de crujas concéntricas, características que hicieron de esta construcción radial, un referente dentro de la arquitectura antisísmica en tierra.
Con la administración de Coo, el predio logró un gran desarrollo en su producción de vinos, mayormente debido al uso de cepas provenientes de Europa, las cuales colocaron a esta empresa como una de las principales del vino, exportando sus productos a Europa, India y América Latina.
La viña de 75 hectáreas llegó a producir más de 300 000 kilogramos anuales de uva, los cuales fueron destinadas a la producción de vinos Borgoña, Cabernet y Pinot.

### Abandono y proyectos de recuperación
En 1948, fue vendida a nuevos dueños, quienes continuaron con las labores vitivinícolas hasta la década de 1970. En los años siguientes la obtención del vino bajó considerablemente, junto con esto la producción se fue deteriorando, hasta llegar a un vino de muy baja calidad el cual era comercializado a bajo precio y llamado por el pueblo «vino Castellón»; años después la bodega y el parque quedaron en abandono.
Las construcciones de la bodega y el parque que las rodean fueron declarados Monumento Histórico Nacional el 20 de septiembre de 1995, según el decreto N.º 534 del 20 de octubre de 1995, con ocasión del gobierno del presidente Eduardo Frei Ruiz-Tagle.

«Que, la antigua bodega de vinos destaca por la originalidad de su traza, de plano concéntrico único en Chile, desarrollada en tres niveles de gran calidad de sus espacios interiores que pueden adaptarse a diversos usos, como asimismo, su expresión volumétrica que enfrenta a un hermoso Parque, muy antiguo con árboles de gran magnitud, que forman parte de su entorno original. No corresponde a un estilo definido, pero tiene gran semejanza con las granjas nor-europeas».

En el año 2009, se dio inicio a un plan llamado «Restauración Castellón, ex bodega Viña San Carlos», que contaba con la participación del Departamento de estudios y proyectos de la Municipalidad de Puente Alto, el Consejo de Monumentos Nacionales, y a la consultora Claro y Westendarp Limitada, la cual fue contratada para la etapa de diseño del proyecto. Sin embargo este proyecto no se llevó a cabo.
En 2011, el alcalde de la comuna, Manuel José Ossandón, encargó al arquitecto Gustavo Ponce crear un nuevo plan para convertir el monumento en un museo histórico de Puente Alto, donde se presentaría los orígenes de Puente Alto, desde sus actividades vitivinícolas hasta la formación de la Compañía Manufacturera de Papeles y Cartones (CMPC). Además del museo, este proyecto contaría con varios espacios, como un teatro, una cafetería y una oficina del Servicio Nacional de Turismo (Sernatur). Este proyecto sería financiado por el Banco Interamericano de Desarrollo (BID) y tendría un costo total de 1950 millones de pesos, comenzado su construcción a comienzos del 2012.
Sin embargo, el anterior proyecto tampoco tuvo avance, por lo cual, el 6 de abril del año 2016, el Consejo de Monumentos Nacionales autorizó la desafectación de la calidad de Monumento Histórico Nacional para el parque que rodeaba la antigua bodega, debido a su estado de abandono y mala conservación. La bodega mantuvo su declaratoria como monumento nacional.

## Construcción
El inmueble se levanta como una construcción circular de aproximadamente 51 metros de diámetro. Contando con tres muros de adobe concéntricos con radios de 50,66, 29,66 y 16,7 metros respectivamente, el central se prolonga hasta el 3.º nivel. En su centro en forma hexagonal los pisos se prolongan en un 4.º y .5º nivel rematando en un torreón con aguja, construidos todos en maderas de excelente calidad.

### Características funcionales
- Espacio Central: Aquí se guardaban las barricas para la fermentación del mosto, la principal función de este espacio, era el almacenaje y la conservación de la producción en barricas de 200 litros.
- Nave Anillo Perimetral 1: Este espacio estaba destinado a crianza y añejamiento de la producción, al igual que hacía de espacio de guarda para vinos envasados..
- Nave Anillo Perimetral 2: Aquí se ubicaban las dependencias para la elaboración del producto, en este lugar se desarrollarían los procesos de elaboración, los cuales en un futuro fueron optimizados por la ayuda de máquinas industriales eléctricas.
- Naves Perimetrales: Estas naves o también llamadas anillos, eran pasillos perimetrales de grandes dimensiones los cuales otorgaban una flexibilidad espacial a la propiedad
- Ventilación: Se contemplaba una adecuada circulación de aire evitando las corrientes en forma directa, buscando un cambio constante de aire sin cambios bruscos de temperatura.[9]